# Papoeatalen

Verspreiding van de Papoeatalen (in rood), Austronesisch (in beige) en Australisch (in grijs)

De term Papoeatalen refereert aan die talen in de westerse Grote Oceaan die niet tot de Austronesische of de Australische talen behoren. Het merendeel van de Papoeatalen wordt gesproken op het eiland Nieuw-Guinea (dat verdeeld is tussen de landen Papoea-Nieuw-Guinea en Indonesië), een paar op de Salomonseilanden en enkele eilanden van Indonesië, met name Halmahera, Timor, Alor en Pantar. Een van de talen wordt gesproken in Australië, in de oostelijke Straat Torres.
Er is grote diversiteit binnen de Papoeatalen en hun onderlinge relaties zijn nog niet bevredigend aangetoond.
Hoewel er, vergeleken met bijvoorbeeld de Austronesische talen, relatief weinig studie is verricht naar de Papoeatalen, zijn er wel een aantal afzonderlijke groepen geïdentificeerd door linguïsten. Deze linguïsten noemen die groepen "phyla" (enkelvoud "phylum"). Het grootste phylum in de Papoearegio is het Trans-Nieuw-Guinea-phylum, dat bestaat uit een groot aantal talen in de hooglanden van (het Indonesische) Papoea tot aan Papoea-Nieuw-Guinea (de oostelijke helft van het eiland).

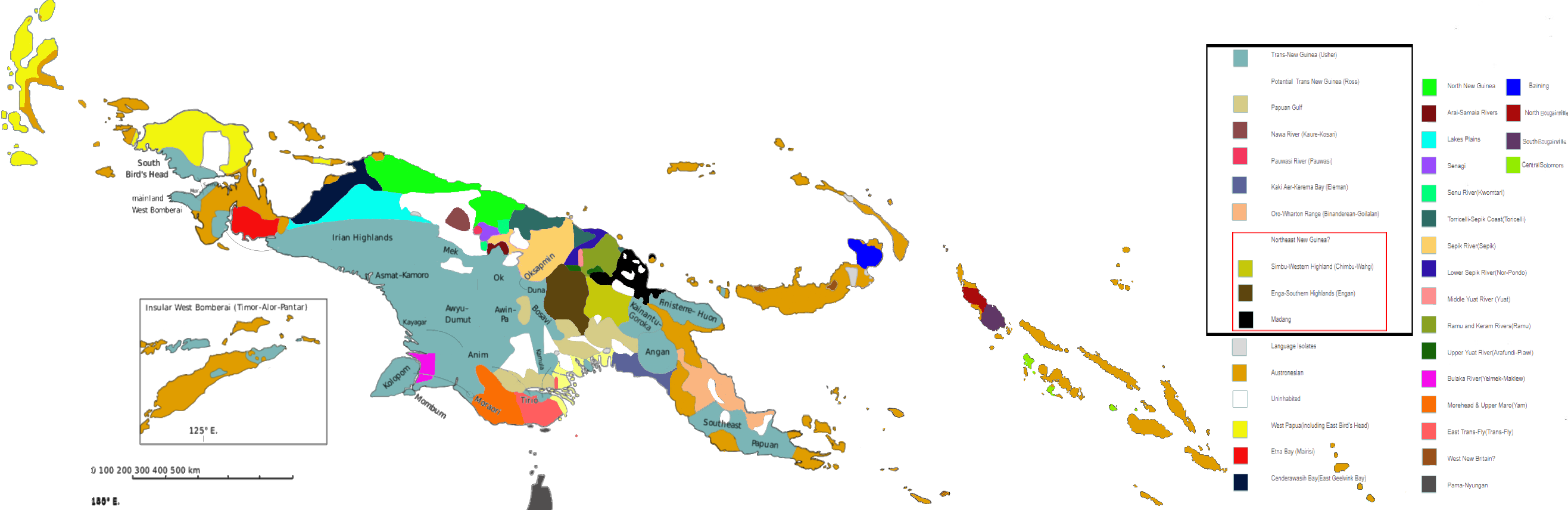
Verschillende Papoeatalen op Nieuw-Guinea en in de ruime omgeving

## Indeling
Hieronder staat een algemeen gebruikt classificatiesysteem voor de Papoeatalen-phyla, met het aantal talen in elk phylum tussen haakjes. De lijst bevat ook enkele isolate talen. Andere linguïsten, waaronder William A. Foley, hebben meer dan zestig talen geïdentificeerd. Zij nemen aan dat eerdere groepering van talen in phyla (door voorgaande linguïsten) meer gebaseerd was op structurele of andere overeenkomsten en niet op genetische relaties. Het is dus waarschijnlijk dat de onderlinge relaties tussen de talen in de toekomst nog aangepast zal worden, ook omdat tot op heden nog maar slechts een kwart van de talen in detail bestudeerd is.

### Taalfamilies
- Trans-Nieuw-Guineatalen (431)
- Torricellitalen (50)
- Sepiktalen (45)
- Onderste-Sepik-Ramutalen (35)
- Yamtalen (27)
- Timor-Alor-Pantartalen (26)
- Tor-Kwerbatalen (23)
- Meervlaktetalen (20)
- Grenstalen (14)
- Skotalen (13)
- Oost-Geelvinkbaaitalen (10) (of Oost-Cenderawasihbaaitalen)
- Noord-Halmaheratalen (10)
- Zuid-Vogelkoptalen (10) [3 taalfamilies?]
- Kwomtaritalen (6) [4 taalfamilies?]
- Leonard Schultzetalen (6)
- Boven-Yuattalen (6)
- West-Vogelkoptalen (6)
- Oost-Vogelkoptalen (5) [2 taalfamilies?]
- Bainingtalen (5)
- Pauwasitalen (5) [2 taalfamilies?]
- Nimborantalen (5)
- Yuattalen (5)
- Linker-Maytalen (5)
- Pahoturitalen (5)
- Elemantalen (5)
- Noord-Bougainvilletalen (4)
- Zuid-Bougainvilletalen (4)
- Centraal-Salomonseilandentalen (4) [4 isolaten?]
- Oriomotalen (4)
- Sentanitalen (4)
- Mairasitalen (3)
- Butam-Tauliltalen (2)
- Bayono-Awbonotalen (2)
- Teberantalen (2)
- Kauretalen (2)
- Lepkitalen (2)
- Senagitalen (2)
- Tofanmatalen (2)
- Yapentalen (2)
- Amto-Musantalen (2)
- Doso-Turumsatalen (2)
- Komolomtalen (2)
- Yelmek-Maklewtalen (2)

### Isolaten
Isolaten:
- Abun
- Mpur
- Maibrat
- Mor
- Tanah Merah
- Abinomn
- Burmeso
- Elseng
- Kapauri
- Kembra
- Keuw
- Kimki
- Massep
- Mawes
- Molof
- Usku (Oeskoe)
- Yetfa
- Dem
- Uhunduni (Oehoedoeni)
- Busa
- Taiap
- Yadë
- Dibiyaso
- Kaki Ae
- Kamula
- Karami
- Pawaia
- Porome
- Purari
- Tabo
- Anem
- Ata
- Kol
- Kuot
- Makolkol
- Sulka
- Yale (Yélî Dnye) (door Würm als Geelvinkbaaitaal geclassificeerd isolaat)

Er worden ook veel Austronesische talen gesproken in Nieuw-Guinea.